# Team StarKid
StarKid Productions o Team StarKid è una compagnia teatrale fondata nel 2009 ad Ann Arbor (Michigan), da Darren Criss, Brian Holden, Nick Lang e Matt Lang, quattro studenti di teatro presso l'Università del Michigan.
Poiché la maggior parte dei membri si è diplomata, il team ora incentra le sue produzioni a Chicago, Illinois, dove si è spostata la maggioranza dei membri.

## Produzioni
I membri del Team Starkid si incontrarono presso l'Università del Michigan: scuola di Musica, Teatro e Danza.
Il team eseguì il suo primo spettacolo Harry Potter, il musical il 9 aprile 2009 presso il Teatro Walgreen Center nel campus dell'Università del Michigan. La troupe ha poi cambiato il nome della produzione in A Very Potter Musical. Dopo aver caricato il video dello spettacolo su YouTube per amici e parenti, esso divenne virale, con loro grande sorpresa, e ben presto ottenne  un enorme seguito in tutto il mondo. Questa parodia musicale segue gli anni 1, 4, 6, e 7 dei libri di Harry Potter, anche se è ambientato durante il loro secondo anno. Il musical è stato nominato uno dei "I 10 migliori video virali del 2009" da EW.com.
Come risultato del successo virale gli attori Darren Criss e Brian Holden, insieme con i fratelli Matt e Nick Lang crearono la compagnia teatrale StarKid Productions. Chiamarono la compagnia così per una citazione tratta da una scena di A Very Potter Musical in cui Draco Malfoy (interpretato da Lauren Lopez) si fa beffe di Harry Potter.
StarKid Productions si è evoluta in una compagnia leader nel campo dei social media, non solo la produzione di produzioni musicali e teatrali, ma anche colonne sonore, web-serie, libri, concerti e visite guidate.
Dopo A Very Potter Musical, il team ha eseguito e registrato un secondo musical nell'autunno del 2009, intitolato Me And My Dick. L'album di Me And My Dick, uscito su iTunes, è diventato il primo prodotto musicale di studenti di college a raggiungere la Top 100 di Billboard (Cast Album).
Il team successivamente ha prodotto, nel 2010, un secondo musical su Harry Potter intitolato A Very Potter Sequel. Segue gli anni 1, 3 e 5 dei libri di Harry Potter, ed è ambientato durante il primo anno di Harry a Hogwarts.
Molte delle canzoni del sequel sono sull'album A Very Starkid, che ha raggiunto la posizione n. 14 della classifica pop di iTunes, sopra a Lady Gaga e all'album di Glee durante quel periodo.
Il 1º novembre 2010, Starkid Productions annunciò un nuovo musical dal titolo Starship, che riguarda un pianeta di grandi dimensioni e in cui il personaggio principale, Bug, trova una nave stellare umana e vuole diventare un Starship Ranger.  Questo musical è stato eseguito nel febbraio 2011.
Nel marzo 2012 fu messo in scena il nuovo musical Holy Musical B@man! basato sulla storia di Batman della DC Universe. La colonna sonora è stata pubblicata insieme all'album StarKid! Volume 2 su Bandcamp e iTunes.
Inoltre, l'11 agosto 2012 a Chicago è stato messo in scena il terzo musical su Harry Potter, durante il LeakyCon, una convention dedicata alla serie e ai suoi fan. Lo spettacolo è stato chiamato A Very Potter Senior Year (in breve: AVPSY). A  causa degli impegni dei membri del team e della scarsa disponibilità di tempo, lo spettacolo avrebbe dovuto essere solo uno stage-reading; alla fine, però, si è avvicinato molto all'essere un musical completo, con canzoni e costumi, e tutti i membri del team (con tre sole eccezioni) ne hanno preso parte. Ad essi si aggiunta un'amica del team, Evanna Lynch, interprete di Luna Lovegood nei film originali. Nel dicembre 2012, il copione e la colonna sonora sono stati resi disponibili su internet; la registrazione video dello spettacolo è stata pubblicata su YouTube il 15 marzo 2013.
Il 27 novembre 2013 la compagnia presenta il suo nuovo musical Twisted: The Untold Story of a Royal Vizier, una rivisitazione comica della storia di Aladdin nella quale Jafar è il protagonista e l'eroe.